# HD 431
HD 431，又名BD+78 1，SAO 4048、HR 20，是一颗恒星，视星等为6.01，位于銀經120.98，銀緯17，其B1900.0坐标为赤經0h 3m 48.5s，赤緯+79° 17′ 33″。